# Die Herzensbrecher von der letzten Bank
| Figur                           | Darsteller        | Deutscher Sprecher       |
| ------------------------------- | ----------------- | ------------------------ |
| Carole Whitcombs/ Simone Soirée | Viveka Davis      | Maud Ackermann           |
| Neil Barton/Adriano Fabrizi     | Todd Field        | Andreas Fröhlich         |
| Konrektor Durfner               | Gavin MacLeod     | Friedrich Georg Beckhaus |
| Rod                             | Mitchell Anderson | Frank Schaff             |
| Dorrie Ryder                    | Heather Graham    |                          |
| Peggy (Schönheit)               | Lisa Hartman      | Liane Rudolph            |
| Kathy Maltby                    | Maura Tierney     | Julia Biedermann         |
| Touy Gordon                     | Edward Edwards    |                          |
| Beach                           | Rob Estes         |                          |
| Vera                            | Nancy Fish        | Hannelore Minkus         |
| Mr. Barton                      | Glenn Shadix      | Jörg Döring              |
| Mrs. Barton                     | Nancy Lenehan     | Gertie Honeck            |
| Mrs. Whitcombs                  | Lee Garlington    | Marianne Lutz            |
| Kit                             | Kim Walker        |                          |
| Schulleiterin                   | Lindsay Wagner    | Kerstin Sanders-Dornseif |
| Adrianos Football-Trainer       | O. J. Simpson     | Kurt Goldstein           |
| Simon                           | Ira Heiden        |                          |
| Lucy                            | Virginya Keehne   |                          |
| Murphy, Motorradfahrer          | Moon Unit Zappa   | Anke Reitzenstein        |
| Studenten-Taxifahrer            | Jack McGee        |                          |

Die Herzensbrecher von der letzten Bank (Originaltitel Student Exchange) ist eine US-amerikanische fürs Fernsehen gedrehte Filmkomödie aus dem Jahr 1987. Regie bei dieser Disney-Produktion führte Mollie Miller, die Hauptrollen spielen Viveka Davis und Todd Field. Es geht um die Frage, was passiert, wenn jemand seine wahre Identität entdeckt.

## Handlung
Die High-School-Schüler Carol Whitcomb und Neil Barton bekommen die besten Noten an ihrer Schule und werden im Herbst auf renommierte Colleges gehen. Von ihren Mitschülern werden sie kaum wahrgenommen, und wenn, dann nur negativ. Auch bei den Lehrern haben sie trotz ihrer ausgezeichneten Leistungen keinen bleibenden Eindruck hinterlassen. Ihre sozialen Kontakte sind überschaubar.
So schmieden beide für ihr letztes Semester den Plan, sich als vermeintliche Austauschschüler auszugeben. Carol stylt sich völlig um und gibt sich als französische Austauschschülerin Simone Soirée aus. Auch Neil verändert sein Äußeres total und startet seinen Neuanfang als Italiener Adriano Fabrizi. Gewissenhaft haben sie sich zuvor auf die jeweilige Fremdsprache vorbereitet, um glaubhaft zu vermitteln, Französin beziehungsweise Italiener zu sein. Tatsächlich gelingt es ihnen, ihre Mitschüler zu täuschen und vor allem, zu beeindrucken.
Mit seinem neuen Auftreten kann Neil endlich seine von ihm angebetete Mitschülerin Dorrie beeindrucken. Carol hingegen bekommt nicht nur die heiß ersehnte Rolle im Schulmusical, sondern erregt auch die Aufmerksamkeit von Rod, der die Orientierung unter den Schülern entscheidend mit vorgibt. Die so sehr ersehnte Anerkennung haben Carol und Neil nun gefunden, müssen aber feststellen, dass auch zu viel Popularität unangenehme Seiten haben kann. Richtig schwierig wird es, als Rods Exfreundin Kathy hinter die Sache kommt. Auch Carols kleine Schwester erkennt in Simone ihre Schwester Carol wieder. Am Ende aller Verwicklungen fügt sich alles so, dass Carol und Neil den für sie richtigen Weg einschlagen können.

## Veröffentlichung
In den Vereinigten Staaten wurde der Film am 29. November 1987 erstmals ausgestrahlt. Präsentiert wurde er von Disney Sunday Movie vom Sender ABC. In der Bundesrepublik Deutschland lief der Film erstmals am 26. Juli 1991 im Fernsehen im Programm der ARD.
Veröffentlicht wurde er zudem in Brasilien unter dem Titel Intercâmbio de Alunos, in Finnland (Vaihto-oppilaat), in Griechenland (Student Exchange), in Italien (Ci siamo anche noi), in Mexiko (Intercambio estudiantil), in Portugal (Os Reis da Turma), in Spanien (Lío en el instituto) und in Schweden (Dubbelspel i plugget, alternativ Töntarnas triumf und Utbytesstudenterna). In Russland erschien der Film unter dem Titel Обмен учащимися.

## Kritik
„Zwei Jugendliche, die von den Cliquen an ihrer Highschool ausgeschlossen bleiben, schlüpfen in die Rollen europäischer Austauschschüler und finden plötzlich die ersehnte Anerkennung, bis sie merken, daß auch zu viel Popularität ihre Gefahren haben kann.“

TV Spielfilm zeigte mit dem Daumen zur Seite und stellte lapidar fest: „Brav.“